# Ascogaster longicauda
Ascogaster longicauda är en stekelart som beskrevs av Vladimir Ivanovich Tobias 1987. Ascogaster longicauda ingår i släktet Ascogaster och familjen bracksteklar. Inga underarter finns listade.